# ماکولا دنسا

Renal corpuscle. ماکولا دنسا: شماره 7.

ماکولا دنسا قسمتی در دیستال توبول در نزدیکی گلومرول و شبکه عروقی آن است که از سلول‌های کشیده تر و با هسته واضح تشکیل شده که در میکروسکوپ نوری تیره‌تر به نظر می‌آیند (علت نامگذاری).
این سلولها سنسور سدیم و کلر در دیستال توبول هستند. کاهش سدیم باعث افزایش سیگنال برای کاهش مقاومت عروقی در شریان‌آوران و افزایش GFR به وسیله افزایش فشار هیدرواستاتیک می‌شود. به علاوه باعث افزایش ترشح رنین از سلولهای جوکستاگلرومرولار و فعالیت محور رنین-آنژیوتنسین می‌شود که کنترل فشار و حجم خون را بر عهده دارند.